# Star One B4
Star One B4 (vor dem Start auch Brasilsat B4) war ein kommerzieller Kommunikationssatellit des brasilianischen Satellitenbetreibers Star One, einem Tochterunternehmen von Embratel. Er war der vierte Satellit der zweiten Brasilsat-Generation. Inklusive Start und Versicherung kostete die Mission etwa 150 Millionen Dollar.

## Technische Daten
Der Satellit wurde wie seine Schwestersatelliten Brasilsat B1, B2 und B3 auf Basis des 376-Satellitenbusses von Hughes Aircraft gebaut. Er war spinstabilisiert und wog beim Start etwa 1,8 Tonnen. Er wurde durch Solarzellen und Batterien mit Strom versorgt. Seine geplante Mindestbetriebsdauer von 12 Jahren übertraf er um neun Jahre.
Brasilsat B4 wurde gebaut, um zusammen mit seinen Vorgängern B1, B2 und B3 den südamerikanischen Kontinent mit Satellitenfernsehen und Telefonübertragungen zu versorgen.

## Missionsverlauf
Nachdem im Dezember 1995 klar wurde, dass die Kapazitäten der beiden neuen Satelliten Brasilsat B1 und B2 nicht ausreichen würden, bestellte Embratel Brasilsat B3 bei Hughes. Im Juni 1998 wurde dann ein vierter Satellit bestellt, welcher vor dem Start die Bezeichnung Brasilsat B4 trug.
Brasilsat B4 wurde am 17. August 2000 auf einer Ariane-4-Trägerrakete vom Raumfahrtzentrum Guayana zusammen mit dem Kommunikationssatelliten Nilesat 102 in eine geostationäre Transferbahn gestartet. Von dort aus erreichte er durch Zünden seines Apogäumsmotors eine geosynchrone Umlaufbahn, wo er zunächst bei 75° West stationiert wurde. Dort wurde der Satellit getestet, bevor er im Oktober 2000 nach 92° West verschoben wurde. Bis Ende des Jahres 2000 wurde Brasilsat B4 direkt von Embratel betrieben. Danach wurde er von der neu gegründeten Tochterfirma Star One übernommen und in Star One B4 umbenannt.
Nach etwa sechs Jahren Betrieb wurde der Satellit dann im Januar 2007 nach 70° West umpositioniert, wo er bis Juni desselben Jahres arbeitete. Danach wurde er erneut umpositioniert, diesmal nach 84° West. Im Juni 2021 wurde er außer Betrieb genommen und in einen Friedhofsorbit manövriert.